# РЭД 2
«РЭД 2» (англ. Red 2) — комедийный боевик режиссёра Дина Паризо, продолжение экранизации комикса «Красный». В главных ролях Брюс Уиллис, Джон Малкович, Мэри-Луиз Паркер, Ли Бён Хон, Кэтрин Зета-Джонс, Энтони Хопкинс и Хелен Миррен. Премьера в США состоялась 19 июля 2013 года, в России — 1 августа 2013 года.

## Сюжет
Вышедший на пенсию тайный агент ЦРУ Фрэнк Мозес (Брюс Уиллис) после событий первого фильма в магазине встречается со своим коллегой и сослуживцем Марвином Боггсом (Джон Малкович), который уговаривает Фрэнка поучаствовать в ещё одном деле. Фрэнк отказывается. Снаружи магазина Марвин опять пытается уговорить Фрэнка, но безуспешно. Когда Марвин уезжает, его машина взрывается. Фрэнк и Сара приходят на его похороны. Фрэнк подозревает, что Марвин инсценировал свою смерть, как это было ранее, и даже втыкает ему в руку иголку, но Марвин не реагирует. Фрэнк убеждается, что он мёртв, и произносит прощальную речь, не скрывая слёз. После похорон, к нему подходят агенты ФБР и забирают Фрэнка в комплекс Янки Уайт. Там агенты расспрашивают его о проекте «Паслён», но Мозес говорит, что ему ничего об этом неизвестно. В комплекс врывается со своими людьми Джек Хортон (Нил Макдонаф) — продажный агент, нанятый правительством для получения информации. Он добирается до Фрэнка, расстреливая всех сотрудников, и требует информацию, угрожая пытать Сару в случае отказа. Фрэнк побеждает почти всех людей Хортона, но тот чуть не убивает его. Вовремя появляется Марвин (который в самом деле инсценировал свою смерть) и ранит Хортона, после чего отводит Фрэнка к машине, возле которой их ждёт освобождённая им Сара. В пути Марвин объясняет, что кто-то выложил в Сеть документ о том, что они участвовали в операции под названием «Паслён». Фрэнк хочет спрятать Сару, но она отказывается. Генерал армии США решает сообщить министру обороны и прессе, что из-за документа все будут охотиться за «Паслёном» и окажутся под ударом, но Хортон убивает его и заказывает Фрэнка его старому знакомому и лучшему наёмному убийце в мире — корейцу по имени Хан Чо Бай (Ли Бён Хон).
Фрэнк и Марвин допрашивают начальника военной разведки (Титус Уэлливер). Он говорит им, что «Паслён» — атомная бомба, сделанная во время Холодной войны для удара по СССР, но утерянная в Москве, куда была доставлена по частям. Изобрел бомбу Эдвард Бэйли (Энтони Хопкинс), которого в то время Фрэнк с командой должны были доставить в Москву, а потом вернуть, но их автомобиль был взорван. Директор МИ-6 Филлипс (Тим Пиготт-Смит) находит Викторию Уинслоу (Хелен Миррен) и просит её убить Фрэнка, или они убьют её. Она соглашается, но предупреждает Фрэнка об этом и о Хане. Хан прибывает в Нью-Джерси и поселяется в том же отеле, где и команда Фрэнка, но они угоняют его самолет и летят в Париж искать продавца информации по кличке Лягушатник (Дэвид Тьюлис). Они встречают старую знакомую Фрэнка из русской разведки, Катю Петрокович (Кэтрин Зета-Джонс), и она им помогает. Они решают взять Лягушатника в ресторане, но Сара выдаёт себя, и он убегает на мотоцикле. Его преследуют Фрэнк и Катя на Porsche Carrera и Марвин с Сарой на Citroen 2CV, им удаётся его поймать. Сара убеждает его отдать им ключ от сейфа, где хранится какая-то информация. Катя зовет Фрэнка на ужин под предлогом поделиться сведениями, но он выпивает отравленное вино и теряет сознание, а Катя забирает ключ. Марвин, предвидя что-то подобное, подменил ключ, и Катя забрала подброшенный, связанный с террористами. Во время прогулки по Парижу на Фрэнка и Марвина нападает Хан, но они сбегают по канализации. В банке Катю из-за ключа арестовывают, а Фрэнк, Марвин и Сара находят отчёт о проекте «Паслён» и узнают, что изобретателя бомбы держат в заключении уже 32 года.
Они направляются в Англию, где их встречает Виктория и инсценирует их убийство. Хортон идёт по их следу и находит мёртвого Лягушатника. Виктория и Фрэнк проникают в психушку, в особый сектор I.C.E., обнаруживают там сошедшего с ума доктора Бэйли и освобождают его. Виктория сдаётся, чтобы выяснить, зачем МИ-6 заперли его на 32 года. Фрэнк, Сара, Марвин и доктор Бэйли прилетают в Россию, где их встречает Иван Симонов (Брайан Кокс). В Москве на них нападает Хан, но прибывшие полицейские отвлекают его. Пока он дерётся с ними, Фрэнк и остальные скрываются. Виктория узнаёт причину заключения Бэйли и просит сообщить Фрэнку, но директор Филлипс отказывается и приказывает убить её, но она сбегает. Фрэнк, Марвин, Сара и Бэйли проникают в Кремль и находят там «Паслён». Катя пытается им помешать, но все-таки переходит на их сторону из-за давней любви к Фрэнку.
Виктория звонит Фрэнку и рассказывает ему, что Бэйли был заперт потому, что хотел взорвать бомбу, а не продать. Бэйли тут же раскрывает себя и признаётся, что это он выложил документ о «Паслёне» и хочет отомстить МИ-6 за гибель своей жены и маленького сына. Оказывается, он работает с Хортоном. Хортону нужна красная ртуть, которая находится в бомбе. Они забирают «Паслён», а Бэйли убивает Катю и вызывает спецназ, подставив команду Фрэнка. Но Хортон сажает Бэйли на самолет, летящий на военную базу в Колорадо, чтобы запереть его снова и выкачивать из него информацию. Фрэнка, Сару и Марвина хотят расстрелять за убийство офицера внешней разведки, но их спасают Виктория и Иван Симонов. Тем временем Бэйли освобождается из плена, убивая отравляющим газом всех в самолете, кроме Хортона, и сажает самолет в Лондоне. Все решают лететь туда, но у ангара, где стоит самолет, на Фрэнка нападает Хан, но Мозес убеждает его помочь им обезвредить бомбу. Хан соглашается, но говорит, что после этого все равно убьёт Фрэнка. Бэйли укрывается в Иранском посольстве в Лондоне. В обмен на красную ртуть ему переводят деньги, а после он убивает всех иранских покупателей и Хортона и активирует часовой механизм бомбы. Фрэнк, Сара, Марвин и Хан проникают в посольство. Виктория им помогает. Они находят бомбу и забирают её с собой.
Бэйли не удаётся сбежать из посольства из-за вмешательства Виктории. Он возвращается и берёт в заложники Сару, пока другие отстреливаются от охраны. Бэйли сажает Сару в машину и уезжает, за ними гонятся Хан с Викторией, а Фрэнк и Марвин угоняют вертолет. Марвин пытается обезвредить бомбу. Иранцы гонятся за ними и убивают пилота, вертолёт падает, но Фрэнку и Марвину удаётся выжить. Они добираются до Бэйли в самолете. Он отпускает Сару с Фрэнком и бомбой, а сам улетает. Все готовятся к взрыву, и он происходит... но взрывается именно самолёт с улетающим Бэйли. Как оказалось, они спрятали бомбу там раньше. Хан требует деньги за самолет, но Фрэнк пропускает его претензии мимо ушей.
В конце Фрэнк, Сара и Марвин едут на задание в Каракас, где Сара устраивает панику в одном из баров, без разбору стреляя из пистолета-пулемёта.

## В ролях
| Актёр              | Роль                                       |
| ------------------ | ------------------------------------------ |
| Брюс Уиллис        | Фрэнк Мозес                                |
| Джон Малкович      | Марвин Боггс                               |
| Мэри-Луиз Паркер   | Сара Росс                                  |
| Ли Бён Хон         | Хан Чо Бай                                 |
| Кэтрин Зета-Джонс  | Катя Петрокович                            |
| Хелен Миррен       | Виктория Уинслоу                           |
| Энтони Хопкинс     | доктор Эдвард Бэйли                        |
| Нил Макдонаф       | Джек Хортон                                |
| Дэвид Тьюлис       | Лягушатник                                 |
| Брайан Кокс        | Иван Симонов                               |
| Стивен Беркофф     | Кобб                                       |
| Титус Уэлливер     | начальник военной разведки                 |
| Денис Хорошко      | русский солдат                             |
| Тим Пиготт-Смит    | глава МИ-6 Филипс                          |
| Эмма Хеминг-Уиллис | Секретарь в комплексе "Yankee White" Келли |

## Создание

### Разработка
В январе 2011 года поступило сообщение, что Summit Entertainment наняла сценаристов Эриха Хобера и Джона Хобера написать сценарий к сиквелу в связи с финансовым успехом первого фильма. В марте 2011 года Хелен Миррен заявила, что она готова к фильму. В октябре 2011 года Summit Entertainment выпустила первый синопсис и объявила, что премьера «РЭДА 2» состоится 2 августа 2013 года. В феврале 2012 года Дин Паризо, снявший фильмы «В поисках Галактики» и «Аферисты: Дик и Джейн развлекаются», вступил в финальные переговоры на пост режиссёра фильма. В мае 2012 к актёрскому составу «РЭДА 2» присоединились Кэтрин Зета-Джонс и Ли Бён Хон. Также в мае стало известно, что Энтони Хопкинс, возможно, сыграет в фильме злодея Эдварда Бэйли. В июле 2012 года Нил Макдонаф начал переговоры о присоединении к актёрскому составу фильма. 7 сентября 2012 The Hollywood Reporter сообщил, что Дэвид Тьюлис сыграет в фильме торговца информацией по прозвищу Лягушатник.

### Съёмки
Съёмки начались в конце сентября 2012 года в Монреале. В середине октября производство фильма переместилось в Париж, а затем в конце месяца — в Лондон.

## Критика
На агрегаторе рецензий Rotten Tomatoes фильм имеет рейтинг 44% на основе 157 обзоров со средней оценкой 5,5 из 10. Критический консенсус веб-сайта гласит: «Хотя все еще трудно спорить с его безупречным актерским составом или весельем, которое они часто, кажется, получают, „РЭД 2“ заменяет большую часть глупого веселья первой части пустой, чрезмерной напыщенностью».
Джастин Чанг из Variety назвал фильм «обязательным продолжением, которое не может полностью повторить хитрое, непринужденное действие своего весело-нелепого предшественника». Тодд Гилкрист из TheWrap сказал: «В апатичном продолжении, о котором никто не просил, кроме, возможно, его кредиторов, Брюс Уиллис, кажется, вообще не мотивирован улыбаться, не говоря уже о том, чтобы выдавать серию правдоподобных эмоций». Джастин Лоу из The Hollywood Reporter сказал: «Предпосылка фильма, безусловно, давно устарела, что привело к еще одному приемлемому сиквелу, отличающемуся отсутствием повествования и стилистической последовательности, которые потенциально могли бы лежать в основе действительно жизнеспособной франшизы».
В 2020 году журнал Maxim включил фильм в список «12 самых бредовых фильмов про Россию».